# Boone and Scenic Valley Railroad
Boone and Scenic Valley Railroad (BSVY) è una ferrovia turistica americana che collega Boone, Fraser e Wolf nello stato dell'Iowa. 

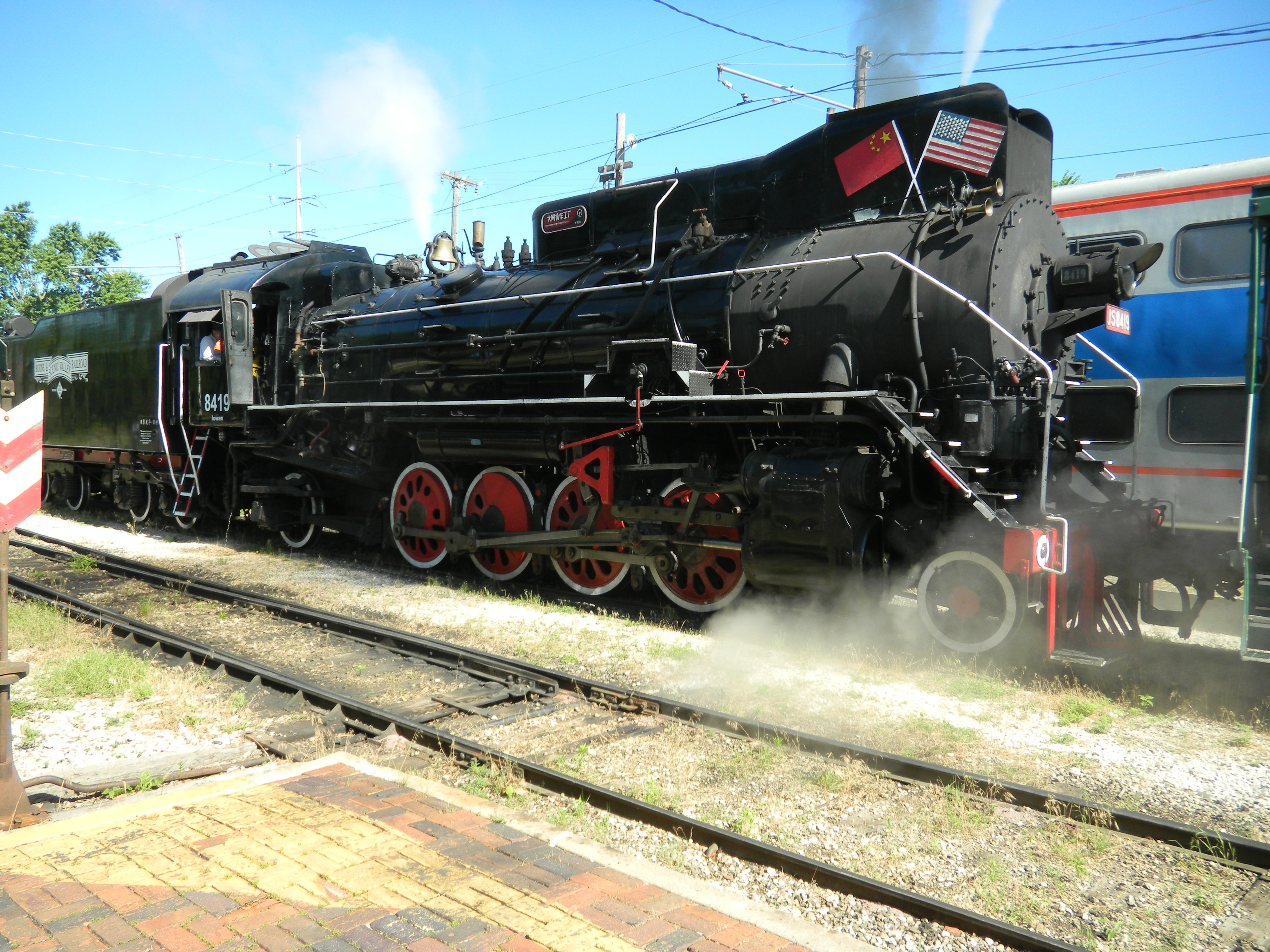
La locomotiva Mikado della BSVY

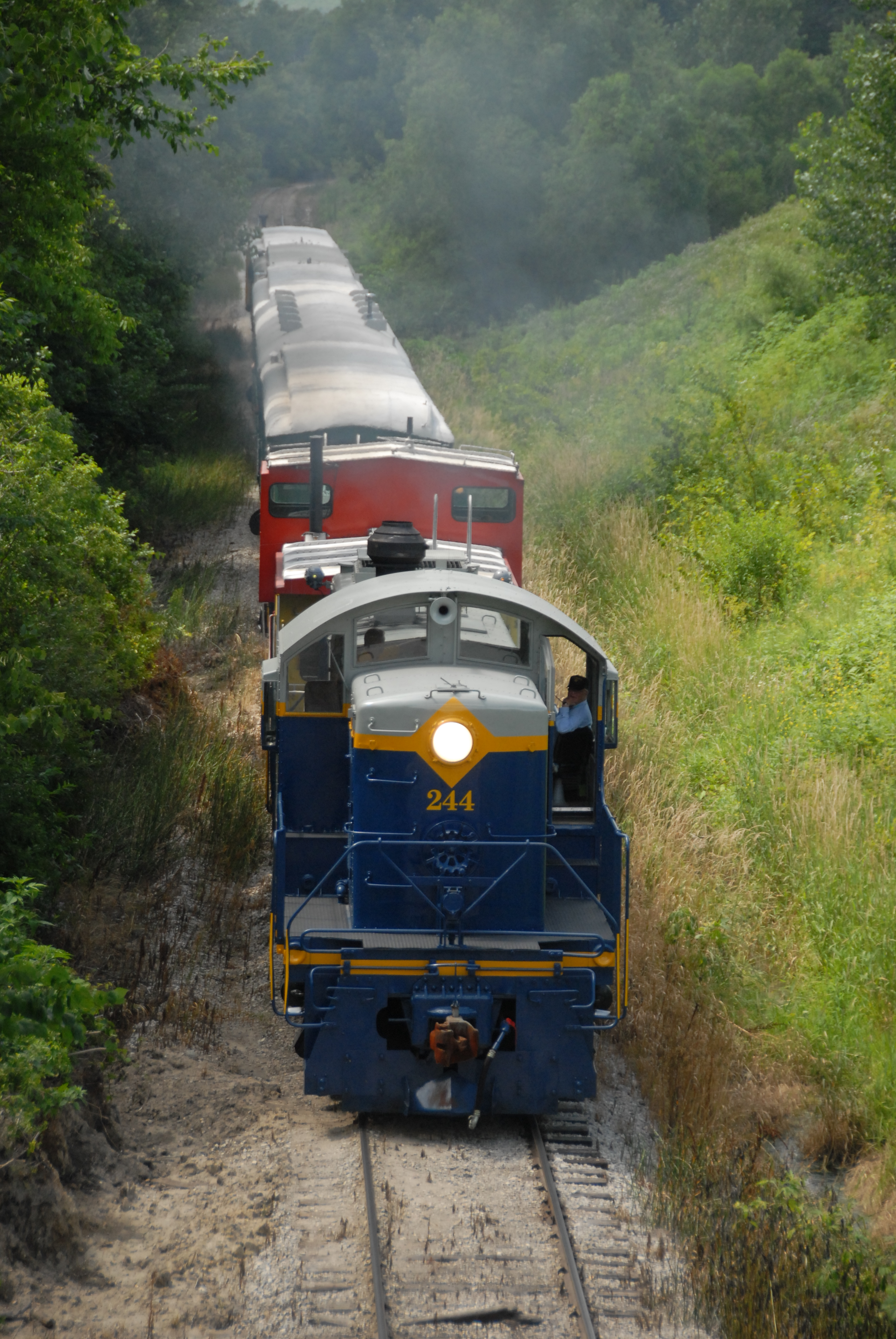
Convoglio della BSVY trainato da locomotiva Diesel-elettrica ALCO

Il tracciato in origine era stato costruito negli anni novanta del XIX secolo ed elettrificato nel 1907. Dopo una disastrosa alluvione che, nel 1954, danneggiò gli impianti di produzione di energia elettrica di Fraser (Iowa) che alimentavano la ferrovia questa venne convertita a trazione Diesel.
La Chicago & North Western (CNW) acquistò l'intera rete nel 1968. Poco tempo dopo l'acquisizione la Chicago & North Western iniziò la dismissione delle varie tratte. Nel 1983 una sezione di 11 miglia della vecchia linea è stata acquistata dalla Boone Railroad Historical Society e pagata dai suoi 2254 membri per la somma di 50.000 dollari.
La ferrovia aperta dal gruppo di appassionati è la sezione, che attraversa la panoramica valle del fiume Des Moines, della vecchia ferrovia Fort Dodge, Des Moines and Southern Railroad (nota anche come Fort Dodge Line); comprende anche il caratteristico e imponente ponte metallico alto 48 m. La linea inizia da Boone, la vecchia città mineraria di carbone Fraser, e termina a Wolf nel sito in cui si congiungeva con la Minneapolis and St. Louis Railway.

## Materiale motore
La ferrovia ha acquistato diversi rotabili di provenienza eterogea.
| Tipo di rotabile                      | Rodiggio       | Costruttore               | Provenienza                      | Note                                     |
| ------------------------------------- | -------------- | ------------------------- | -------------------------------- | ---------------------------------------- |
| Locomotiva a vapore JS 8419           | 1-4-1 (Mikado) | Cina                      | Ferrovie cinesi                  | Attiva                                   |
| Locomotiva a vapore CO&E 17           | 1-4-0          |                           | Crab Orchard & Egyptian          | Monumentata                              |
| Locomotiva Diesel-elettrica VR 6540   | B-B            | EMD FP9                   | VIA Rail                         | Livrea Chicago and North Western Railway |
| Locomotiva diesel-elettrica FDDM 2254 | B-B            | Fort Dodge and Des Moines |                                  |                                          |
| Tram elettrico X50                    | B-B            | ?                         | Charles City and Western Railway |                                          |